# Domangchin yeoja
Domangchin yeoja (도망친 여자?, titolo internazionale The Woman Who Ran) è un film del 2020 diretto da Hong Sang-soo.

## Riconoscimenti
- 2020 - Festival di Berlino
  - Orso d'argento per il miglior regista a Hong Sang-soo